# Диегил
Диегил, Дијегил или Драгил (Διηγυλις; 2. век пре нове ере) - краљ трачког племена Кени.

## Биографија
Диодор Сицулијски описује Диегила као успешног, али суровог владара, чијом вољом су многи Трачани претрпели разне невоље, а „цела држава је била испуњена безакоњем“. Трачки владар се борио са пергамским краљем Аталом II и заузео неколико грчких градова, укључујући Лисимакију, коју је потпуно разорио и запалио. У исто време, затвореници су били подвргнути најокрутнијим и најсофистициранијим мучењима. Атал, „чувши колико Диeгилa мрзе његови поданици због његове незаситости и крајње окрутности, придржавао се политике потпуно супротне“, што је омогућило пергамском краљу да привуче многе Трачане на своју страну. Према Страбону, Атал је организовао поход на Тракију и победио Диeгила, а убили су га његови саплеменици.
Ћерка Диегила постала је друга жена краља Битиније Прусија II. Прусије је, као и Диeагил, био у непријатељству са Пергамом, што није могло да не допринесе њиховом зближавању. Према историчару О. Л. Габелку, овај династички брак склопљен је у првој половини 60-их година – после пораза Персеја, брата прве жене Пруске, у Трећем македонском рату. Током сукоба између Прусија и његовог најстаријег сина, према Апијану, Дијагил је подржао свог зета и послао, на његов захтев, неколико стотина Трачана као телохранитеље. С друге стране, Тачева М. признаје могућност да је Диeгил, водећи рат са Аталом, уживао директну подршку битинског краља.
Диегил је имао сина по имену Зибелмије, према Диодору и Валерију Максиму, који није био инфериорнији од свог оца у окрутности и такође су га погубили сами Трачани.